# أيمي مان
أيمي مان (بالإنجليزية: Aimee Mann)‏ هي مغنية ومغنية مؤلفة وملحنة وموسيقية وممثلة أمريكية، ولدت في 8 سبتمبر 1960 بريتشموند في الولايات المتحدة.

## أعمال

### أفلام
- (1998) ليباوسكي الكبير[5]

## وصلات خارجية
- أيمي مان على موقع IMDb (الإنجليزية)
- أيمي مان على موقع ألو سيني (الفرنسية)
- أيمي مان على موقع ميوزك برينز (الإنجليزية)
- أيمي مان على موقع رولينغ ستون (الإنجليزية)
- أيمي مان على موقع أول موفي (الإنجليزية)
- أيمي مان على موقع إن إن دي بي (الإنجليزية)
- أيمي مان على موقع أول ميوزيك (الإنجليزية)
- أيمي مان على موقع ديسكوغز (الإنجليزية)
- أيمي مان على موقع قاعدة بيانات الفيلم (الإنجليزية)
- أيمي مان على موقع كينوبويسك (الروسية)